# 滇藏榄
滇藏榄（学名：Diploknema yunnanensis）也作云南藏榄，一种分布于中国云南西南部地区的常绿乔木，隶属于山榄科藏榄属。模式产地为云南德宏州陇川县户撒阿昌族乡。滇藏榄是一个极小种群野生植物物种，截止2019年野生环境下仅发现11株，被列为国家一级重点保护野生植物和云南省第一批省级重点保护野生植物名录，属于云南I级保护植物。

## 形态特征
滇藏榄树高可达25－30。小枝具有柔毛。叶柄长2－5厘米；叶片为长圆状倒卵形倒卵形或披针形，25－55×10－17厘米，革质，叶背被微柔毛，尤其是中脉及侧脉更明显，正面无毛；基部楔形，先端短渐尖，侧脉21－24对，第三脉显著网状。花芳香，较大，下垂，16－25朵，生于小枝顶部。花梗5－6厘米，密被锈色短柔毛。萼片5或6，黄绿色，卵形，内部的更小。花冠2－2.4厘米；裂片12或13，卵状长圆形，0.8－1厘米，先端圆形或截形，外面无毛而在喉部内面被锈色棉毛。雄蕊80－90或更多，花丝2－3毫米，细毛；花药5－6毫米，浅褐色。子房花盘状，密被锈色绒毛，2－3毫米，10－12室。花柱2－2.5厘米。花期9月，果期未知。